# Franz Josef Wurmfeld
Franz Josef Wurmfeld (2. června 1907 Soběslav – 1. října 1944 Osvětim) byl česko-židovský obchodník a oběť nacismu.

## Život
Narodil se 2. června 1907 v Soběslavi do vážené rodiny továrníka a lékaře Emila Wurmfelda. Ten v Soběslavi vedl lihovar specializující se převážně na rum. Franz Josef Wurmfeld v lihovaru v dospělosti začal pracovat.
Oženil se s Annou Rozalií, rozenou Hambergerovou. Zemřela 8. března 1940 v Českých Budějovicích, týden poté, co porodila syna Pavla. Její smrt je připisována vyčerpání z porodu a dlouhodobé nemoci, kterou trpěla.
Pracoval a bydlel v Soběslavi, odkud byl 16. listopadu 1942 deportován do Terezína. O dva roky později byl deportován do koncentračního tábora Osvětim. Zde zemřel 1. října 1944. Některé zdroje uvádějí, že zemřel v dubnu 1945 při pochodu smrti. Jeho ostatky byly po druhé světové válce převezeny na tučapský židovský hřbitov.